# Atsushi Ebihara
Atsushi Ebihara (海老原 淳, Ebihara Atsushi) est un botaniste japonais.
Il s'est spécialisé dans la systématique des fougères et plus particulièrement de la famille des Hyménophyllacées.
Diplômé de l'université de Tokyo, il travaille au département de botanique du Musée national de la Nature et des Sciences de Tokyo et il y exerce la fonction conservateur des collections des plantes vasculaires.

## Quelques publications
Atsushi Ebihara est le coauteur de nombreux articles dont :
- avec Sabine Hennequin, Sophie Bary, Jean-Yves Dubuisson et Élodie Boucheron-Dubuisson - Anatomical diversity and regressive evolution in trichomanoid filmy ferns (Hymenophyllaceae): A phylogenetic approach - Comptes Rendus Biologies, Volume 334, n° 12 - Paris : Académie des Sciences, décembre 2011 - p. 880-895
- avec Sabine Hennequin, Jean-Yves Dubuisson et Harald Schneider - Chromosome number evolution in Hymenophyllum (Hymenophyllaceae), with special reference to the subgenus Hymenophyllum - Molecular Phylogenetics and Evolution, Vol. 55, N° 1, 2010, p. 47-59.
- avec Joël H. Nitta, David Lorence et Jean-Yves Dubuisson - New records of Polyphlebium borbonicum, an African filmy fern, in the New World and Polynesia. - American Fern Journal, n°99, 2009 - p. 200-206.
- avec Sadamu Matsumoto et Motomi Ito, - Hybridization involving independent gametophytes in the Vandenboschia radicans complex (Hymenophyllaceae): a new perspective on the distribution of fern hybrids - Molecular Ecology, Vol. 18, N° 23, 2009, p. 4904-4911.
- avec Sadamu Matsumoto et Motomi Ito - Taxonomy of the reticulate Vandenboschia radicans complex (Hymenophyllaceae) in Japan - Acta Phytotax. Geobot. Vol. 60, 2009, p. 26-40.
- Notes on the Distribution of the Vandenboschia radicans Complex (Hymenophyllaceae) in Japan - Bulletin of the National Museum of Nature and Science, Séries B, Vol. 35, 2009, p. 71-89.
- avec Donald R. Farrar et Motomi Ito - The sporophyte-less filmy fern of eastern North America Trichomanes intricatum (Hymenophyllaceae) has the chloroplast genome of an Asian species - American Journal of Botany, N° 95, 2008, p. 1645-1651. Disponible en téléchargement
- avec Sabine Hennequin, Eric Schuettpelz, Kathleen M. Pryer et Jean-Yves Dubuisson - Divergence times and the evolution of epiphytism in filmy ferns (Hymenophyllaceae) revisited. - International Journal of Plant Sciences, Novembre/Décembre 2008, Volume 169, N° 9, p. 1278-1287
- avec K. Miyashita - Type Collection in the Herbarium of National Museum of Nature and Science (TNS). Ericales, Primulales and Lamiales - Bulletin of the National Museum of Nature and Science, Séries B, Vol. 33, 2008, p. 103-111.
- Hymenophyllaceae collected in the Mt. Kinabalu Area in 2000 and 2007 - Memoirs of the National Museum of Nature and Science, Vol. 45, 2008, p. 105-110.
- avec K. Miyashita, - Type Collection in the Herbarium of National Museum of Nature and Science (TNS). Salicales, Fagales, Urticales, Proteales, Santalales, Polygonales and Centrospermae - Bulletin of the National Museum of Nature and Science, Séries B, Vol. 33, 2008, p. 23-29.
- avec Kunio Iwatsuki, Motomi Ito, Sabine Hennequin et Jean-Yves Dubuisson - A global molecular phylogeny of the fern genus Trichomanes (Hymenophyllaceae) with special reference to stem anatomy - Botanical Journal of the Linnean Society, Vol. 155, 2007, p. 1-27.
- avec Kunio Iwatsuki, Motomi Ito et Jean-Yves Dubuisson - Systematics of Trichomanes (Hymenophyllaceae: Pteridophyta), progress and future interests - Fern Gazette, Vol. 18, 2007, p. 53-58 Résumé disponible en téléchargement
- avec Kunio Iwatsuki - The Hymenophyllaceae of the Pacific Area 1. Hymenophyllum subgen. Hymenophyllum - Bulletin of the National Museum of Nature and Science, Séries B, Vol. 33, 2007, p. 55-68.
- avec Jean-Yves Dubuisson, Kunio Iwatsuki, Sabine Hennequin et Motomi Ito - A taxonomic revision of Hymenophyllaceae - Blumea, N°51, 2006, p. 221-280 Document téléchageable
- avec Sabine Hennequin, Motomi Ito, Kunio Iwatsuki et Jean-Yves Dubuisson - New insights into the phylogeny of the genus Hymenophyllum (Hymenophyllaceae): Revealing the polyphyly of Mecodium - Systematic Botany, Volume 31 n°2, 2006, p. 271-284
- avec Sabine Hennequin, Motomi Ito, Kunio Iwatsuki et Jean-Yves Dubuisson - Phylogenetic systematics and evolution of the genus Hymenophyllum (Hymenophyllaceae: Pteridophyta) - Proceedings of the Ferns for the 21st Century Conference, Edinburgh 2004 - Fern Gazette N°17, 2006, p. 247-257.
- avec Su-juan Lin et Kunio Iwatsuki - Cytological observations on Lindsaea trichomanoides (Lindsaeaceae), a fern species from New Zealand - J. Jpn. Bot. Vol. 81, 2006, p. 103-106.
- avec Hiroshi Ishikawa, Sadamu Matsumoto, Su-juan Lin, Kunio Iwatsuki, Masayuki Takamiya, Yasuyuki Watano et Motomi Ito - Nuclear DNA, chloroplast DNA, and ploidy analysis clarified biological complexity of the Vandenboschia radicans complex (Hymenophyllaceae) in Japan and adjacent areas - American Journal of Botany, N° 92, 2005 p. 1535-1547 Document téléchargeable
- avec Su-juan Lin, Misuzu Nagamoto et Kunio Iwatsuki - Hybridization and Reticulation in Japanese /Polystichum/ (Dryopteridaceae) - Sakura : Communication à l'International Symposium of Asian Plants Diversity and Systematics, 2004
- avec Sabine Hennequin, Kunio Iwatsuki, Peter D. Bostock, Sadamu Matsumoto, Razali Jaman, Jean-Yves Dubuisson et Motomi Ito - Polyphyletic origin of Microtrichomanes (Prantl) Copel. (Hymenophyllaceae), with a revision of the species - Taxon, Vol.53, N° 4, 2004, p. 935-948 Résumé sur Jstor
- avec Kunio Iwatsuki, Takeshi A. Ohsawa et Motomi Ito - Hymenophyllum paniense (Hymenophyllaceae), a new species of filmy fern from New Caledonia. Systematic Botany, Vol. 28(2), 2003, p. 228-235
- avec Sabine Hennequin, Motomi Ito, Kunio Iwatsuki et Jean-Yves Dubuisson - Molecular systematics of the fern genus Hymenophyllum s.l. (Hymenophyllaceae) based on chloroplastic coding and noncoding regions - Molecular Phylogenetics and Evolution - Volume 27, 2003, p. 283-301.
- avec Kunio Iwatsuki, S. Kurita and Motomi Ito - Systematic position of Hymenophyllum rolandi-principis Rosenst. or a monotypic genus Rosenstockia Copel. (Hymenophyllaceae) endemic to New Caledonia - Acta Phytotaxonomica et Geobotanica, N° 53, 2002, p. 35–49.
- avec Kunio Iwatsuki et Motomi Ito - Hymenophyllaceae - Systematics and Revision for Flora Malesiana - Sydney : Communication au Pteridophyte Mini-symposium - a symposium and workshop on the ferns and fern allies of the Malesian region, 2001